# Gran Hotel Costa Rica
El Gran Hotel Costa Rica es un hotel localizado en San José, Costa Rica. Se ubica en la Avenida Central y segunda entre calles 1 y 3. Fue construido en 1930, durante el gobierno de Cleto González Víquez, por iniciativa del empresario y médico Luis Paulino Jiménez Ortiz. Actualmente el hotel cuenta con cinco pisos, 79 habitaciones, un restaurante, un bar, un casino en el vestíbulo y una cafetería en el patio, que destaca por sus actuaciones de marimba. Forma un conjunto cultural y arquitectónico con los cercanos Teatro Nacional, Las Arcadas, Plaza de la Cultura, Edificio Knöhr, Plaza Juan Mora Fernández y Museo del Oro Precolombino. En diciembre de 2004 fue declarado patrimonio histórico-arquitectónico de Costa Rica, al considerarse a este edificio testimonio urbano del San José de la primera mitad del siglo xx y promotor de la naciente industria turística nacional. Es el único hotel de Costa Rica con esta distinción.

## Historia
El Gran Hotel Costa Rica fue construido en 1930 debido a la conjunción de fuerzas del empresario y médico costarricense Luis Paulino Jiménez Ortiz y el gobierno presidido por Cleto González Víquez. La intención era la de dotar al país de un hotel moderno que se adaptara a las exigencias de la época, para atraer turistas extranjeros a los que se les ofreciera servicios de primer nivel, a la usanza de las grandes capitales del mundo, pues en esa época no existían en el país dichos inmuebles. La inversión de Jiménez fue apoyada por el gobierno, que se comprometió a construir carreteras que conectaran la capital con los volcanes Poás e Irazú, de modo que los visitantes pudieran acceder a estas consideradas maravillas naturales de Costa Rica. Además, el gobierno se comprometió a exonerar de impuestos la compra de materiales y muebles para el establecimiento. A su vez, el Hotel cedió dos habitaciones de lujo por 20 años para que el gobierno alojase delegaciones extranjeras que visitaran el país, además de acordar servir solamente el café nacional, en esa época el principal propulsor de la economía nacional. Para llevar a cabo todo esto, el Congreso de la República firmó un contrato-ley el 22 de noviembre de 1928. Para la construcción se contrató al ingeniero estadounidense Víctor Lorenz.
El hotel fue inaugurado el 30 de octubre de 1930 con un baile de gala. En ese momento contaba con cuatro pisos y uno en construcción, que se finalizó en los cinco años siguientes. Incorporado a una de las Arcadas que limitan la plaza Juan Mora Fernández, el Gran Hotel se convirtió en un importante centro de actividades políticas, sociales y diplomáticas. En los años posteriores se volvió en sitio de visita frecuente para tomar un café o cenar posterior a las funciones que se llevaban a cabo en el Teatro Nacional. Alojó diversos huéspedes distinguidos como los presidentes de Estados Unidos John F. Kennedy, Harry Truman y Jimmy Carter, así como los actores John Wayne y Mario Moreno "Cantinflas", y el jugador de fútbol Pelé.
A partir del 2003, el Centro de Patrimonio del Ministerio de Cultura inició una labor de restauración cercana a los 2 millones de dólares. Se restauró el edificio de Las Arcadas, se rescataron los pisos originales, se construyeron un nuevo bar, una nueva cafetería y un nuevo restaurante, se instaló un centro de entretenimiento y un gimnasio, y se redecoró el hotel, rescatando los elementos originales.
El 2013, el hotel fue vendido a la firma Elite Hotels Resorts por 15 millones de dólares.

## Arquitectura

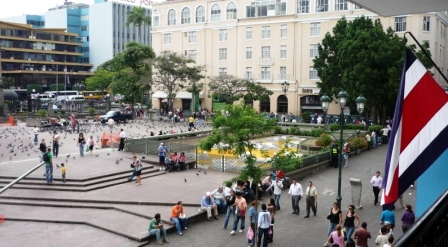
Vista del Gran Hotel Costa Rica desde la esquina suroeste de la Plaza de la Cultura.

El Gran Hotel Costa Rica se encuentra construido en hierro y concreto armado. Presenta una mezcla de estilos arquitectónicos propios de lo que se hacía en el país en la década de 1930. El arquitecto estadounidense Víctor Lorenz imprimió en su construcción elementos de arquitectura racionalista, notable en la conformación volumétrica de los primeros cuatro pisos. A su vez, añadió elementos de la arquitectura neoclásica en los frisos y las cornisas, y de la arquitectura victoriana, visible principalmente en el primer piso, destinado para los servicios y el comercio tanto de los huéspedes como de los visitantes urbanos. El quinto piso, en cambio, presenta elementos propios de la arquitectura hispano neocolonial, con la presencia de un balcón con columnas de estilo historicista.
El hotel cuenta con un sótano donde se encuentran la cocina, la planta refrigeradora, la lavandería, la bodega y una fábrica de hielo. En el primer piso se ubican el vestíbulo, un salón para el té, un salón recepción, un comedor, una cantina, una barbería y seis puestos de comercio. Los otros tres pisos restantes poseen dos apartamentos de lujo y cuarenta habitaciones con baño independiente. El quinto piso tiene cuatro salones para recepciones. En sus inicios, este piso no existía y en su lugar había una torreta, la cual luego se eliminó. La habitación más lujosa es la suite presidencial John F. Kennedy, donde se alojó el mandatario estadounidense. En sus inicios, el hotel contaba con un salón para la celebración de grandes bailes, que fue eliminado al desaparecer la realización de este tipo de eventos sociales.
Cercano al Gran Hotel, se encuentra el edificio de Las Arcadas, un monumento histórico arquitectónico construido a finales del siglo xix y principios del siglo xx. Se trata de un pasaje formado por una serie de arcos de arquitectura neoclásica, construido como complemento del Teatro Nacional, que queda de frente. Las Arcadas son más antiguas que el hotel y no forman parte de él, pero fue dado en concesión al mismo por el gobierno de Cleto González Víquez en 1928, de modo que éste las administra. Es una zona de libre tránsito que forma una escuadra con el edificio del Hotel y engloba a la plaza Juan Mora Fernández. En ellas se realizan exposiciones de arte y se encuentra una cafetería.

## Galería

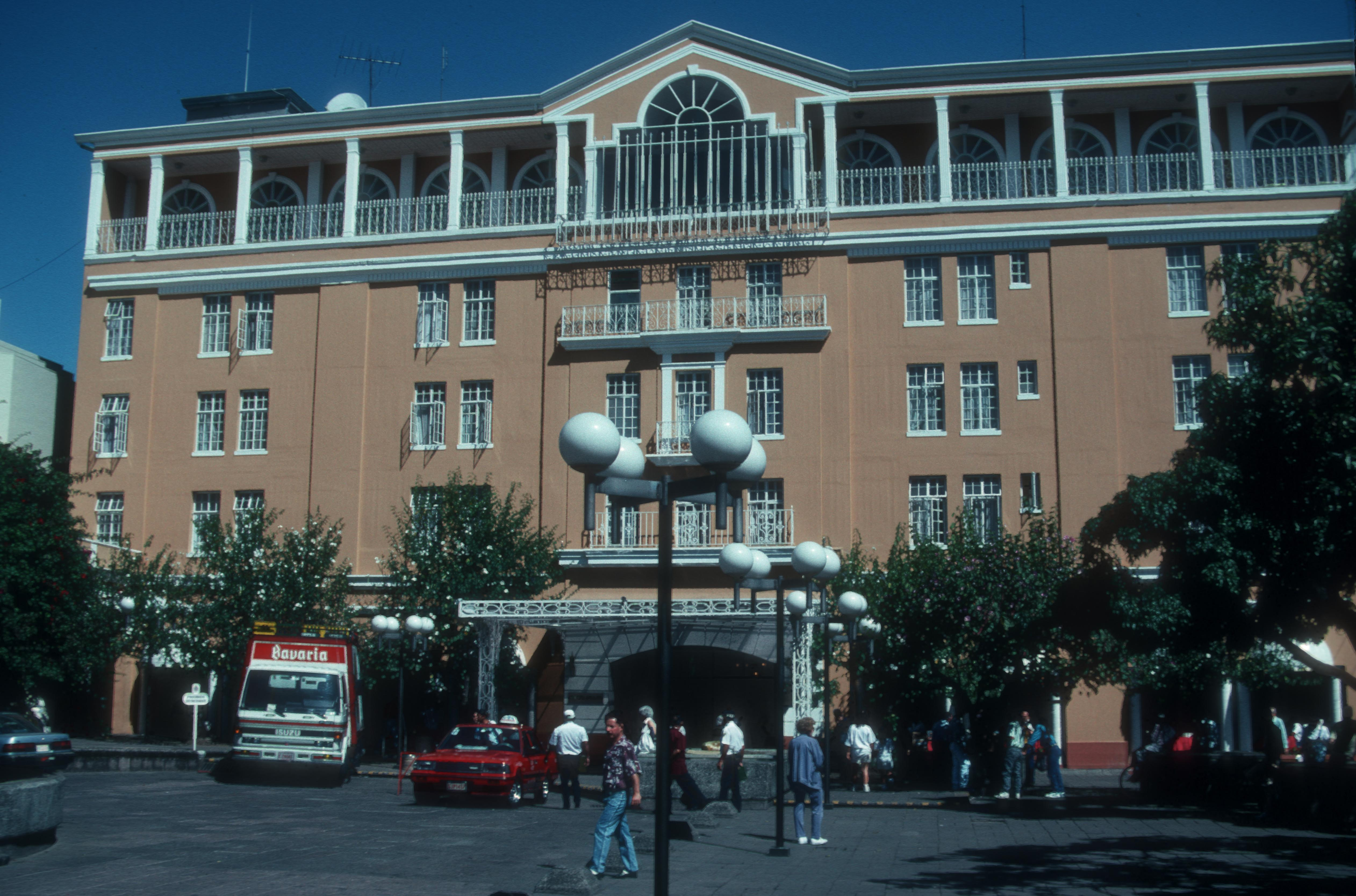
1990s
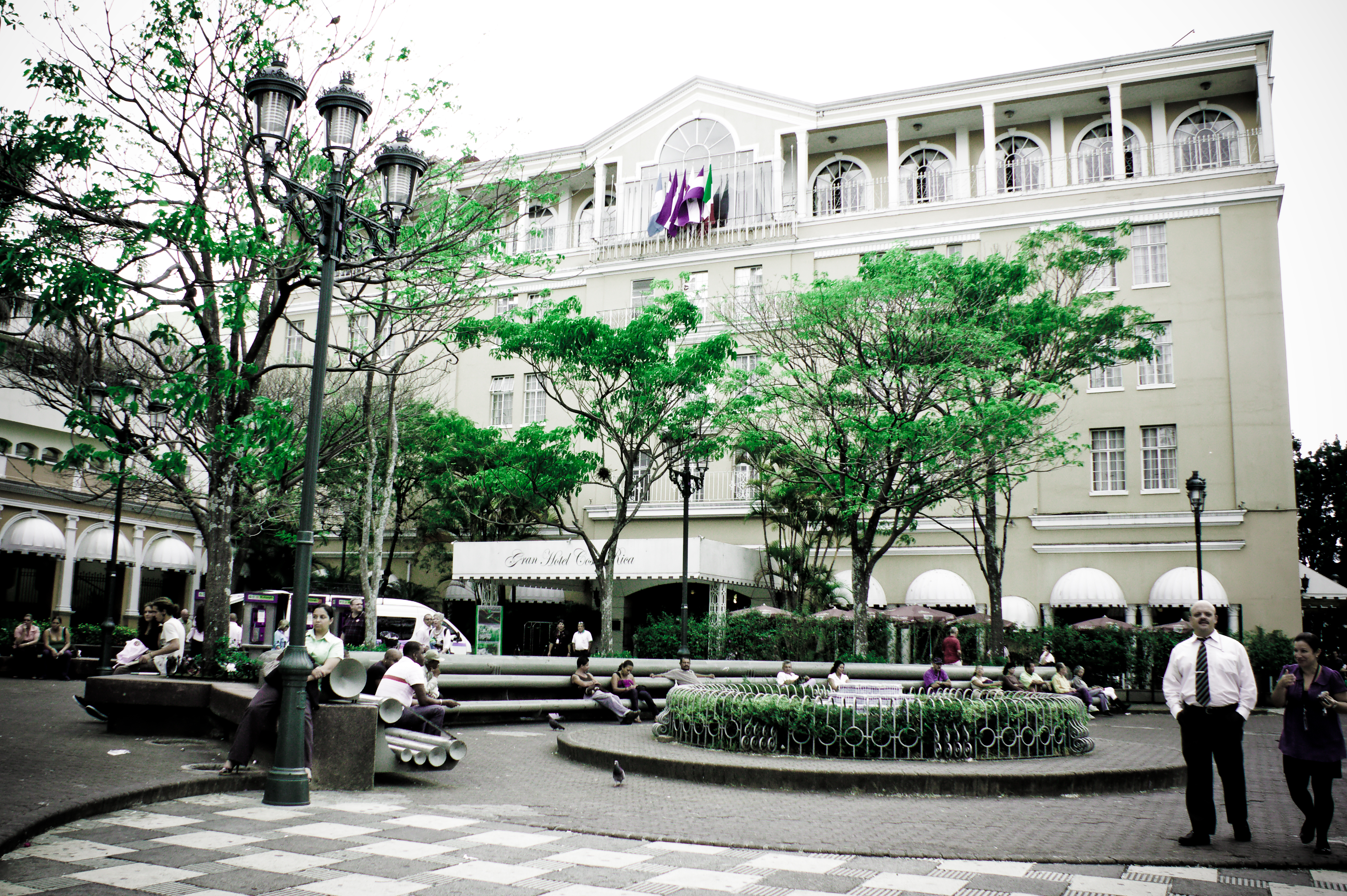
2010
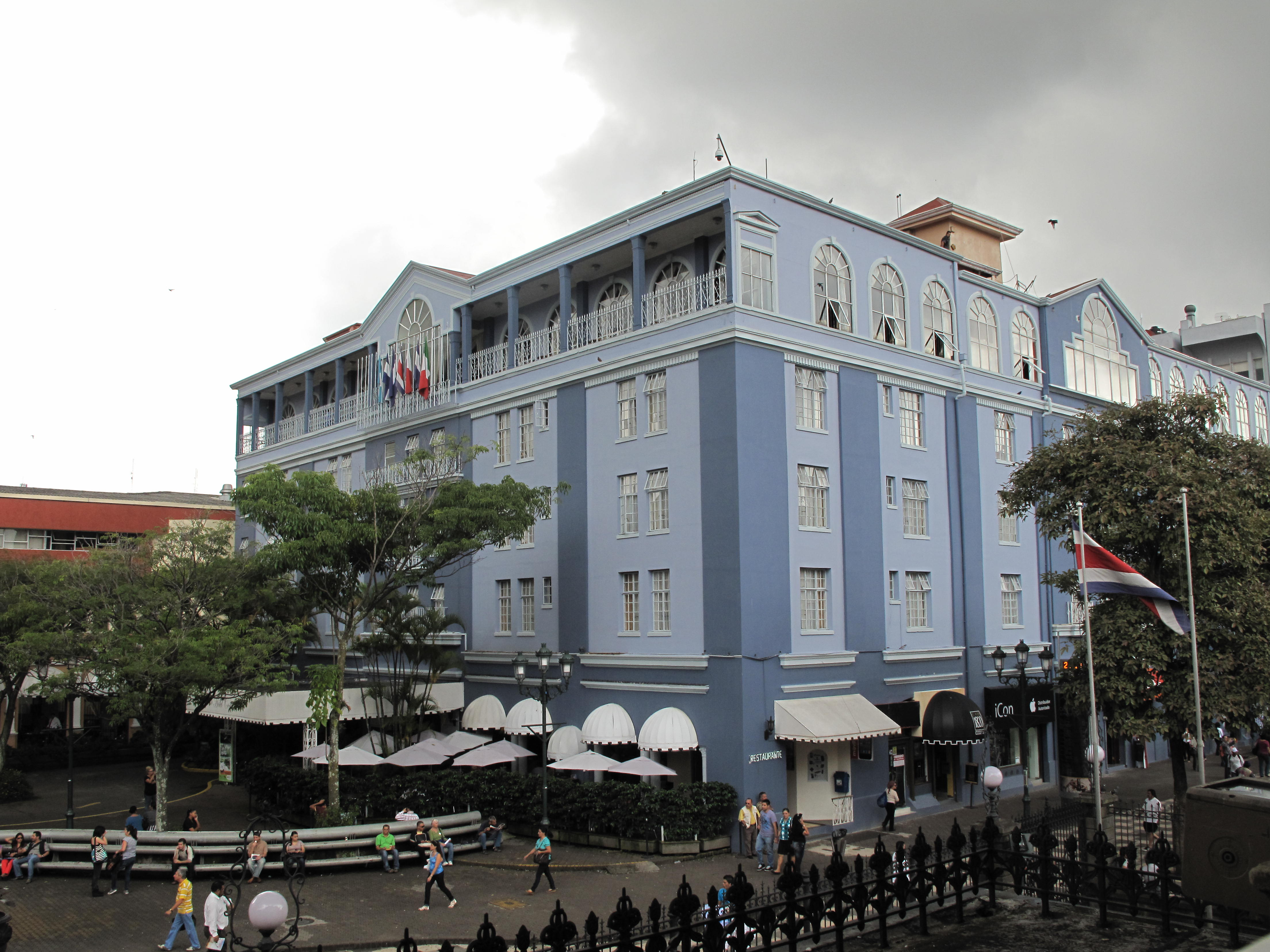
2011